# Ганс Роттенгаммер

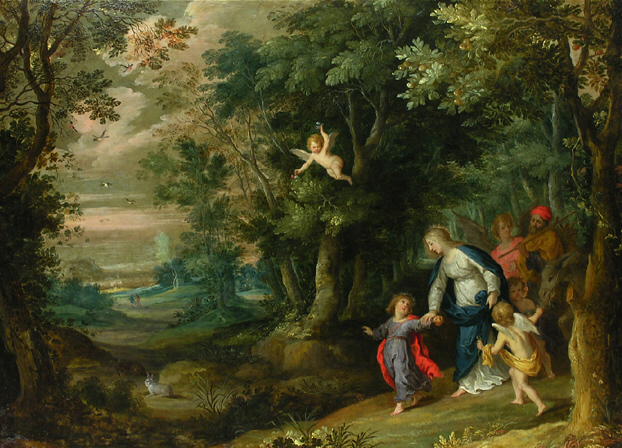
Втеча до Єгипту, Роттенгаммер (фігури) та Ян Брейгель старший (ландшафт)

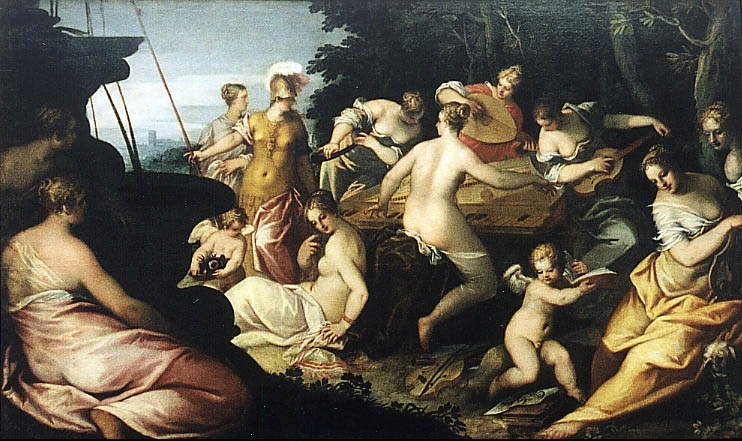
Мінерва і Музи, Роттенгаммер, 1603

Йоганн Роттенгаммер або Ганс Роттенгаммер (1564 — 14 серпня 1625) — німецький живописець. Він спеціалізувався на висококваліфікованих картинах у невеликому масштабі.

## Життєпис
Йоганн Роттенгаммер народився у Мюнхені, де і навчався до 1588 року. У 1593 (можливо й раніше) він був у Римі, а потім оселився у Венеції з 1595 до 1606 рр., перед тим як повернутися до Німеччини і поселитися в Аугсбургу. Працював теж у Мюнхені. Художник помер в Аугсбургу, в бідності, і за деякими даними був схильним до алкоголізму.

## Кар'єра
У Венеції він прославився як висококваліфікований живописець пишучи міддю, зображуючи релігійні та міфологічні предмети, які поєднують німецькі та італійські елементи стилю. Зокрема, він об'єднував ландшафтну традицію Півночі з композиційними та фігурними стилями Тінторетто і Веронезе. Він був першим німецьким художником, який спеціалізувався на розмальовуванні меблів. У Римі він знав колишніх членів Бамбоцианти — коло північних художників, і залишався у постійному контакті з Паулем Брілем, фламандським художником, який жив у Римі. Йоганн Роттенгаммер надсилав тарілки з малюнками, написаними для Бріля, щоб описати ландшафт згідно з листом дилера 1617 року. Таким самим чином він співпрацював і з Яном Брейгелем старшим. В 1600 році йому було доручено намалювати «Бенкет богів» для імператора Рудольфа II (нині Ермітаж). Хорошим прикладом його раннього стилю, який наближений до Тінторетто, є «Смерть Адоніса» в Луврі. 
Повернувшись до Німеччини, він працював над декоративними схемами для палаців, включаючи Мюнхенську Резиденцію та Schloss Bückeborg (Goldener Saal), більше в стилі північного маньєризму, ніж його італійські роботи.
Вважається, що він використовував Адама Ельсгаймера як асистента у 1598—1599 роках і безсумнівно познайомив Ельсгаймера з Брілем. Коли Ельсгаймер переїхав до Риму, він і Бріль стали близькими друзями. Два малюнки Роттенгаммера (нині в Копенгагені) належали Ельсгаймеру, праці мали напис що відзначали подарунок від Роттенгаммера. Ельсгаймер писав картини міддю та вони продовжують розвивати синтез Роттенгаммера використовуючи ландшафти та поєднання німецького та італійського стилів. Серед його відомих творів — картини що написані для імператора Рудольфа II, герцога Австрії: «Різдво Христове» (1608 р.), «Боротьба лапітів з кентаврами» та ще чотирма — у Віденському музеї.